# Yap

Steagul statului Yap

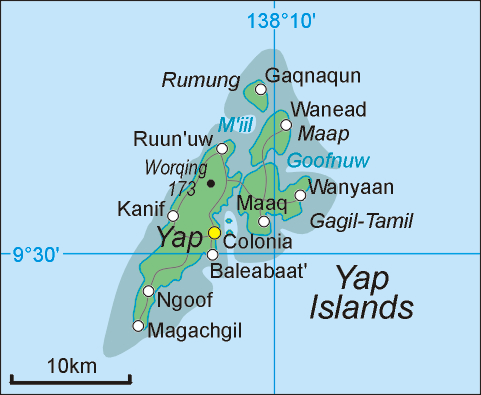
Harta insulei Yap

Yap (local: Wa'ab) este o insulă în Arhipelagul Carolina, în vestul Oceanului Pacific și unul din cele patru state ale Statelor Federate ale Microneziei.